# كلايتون أندرسون
كلايتون أندرسون (بالإنجليزية: Clayton Anderson)‏ (و. 1959 – م) هو مهندس فضاء جوي، ورائد فضاء، ومهندس من الولايات المتحدة الأمريكية . ولد في أوماها، نبراسكا.

## ريادة الفضاء
شارك في المهمات الفضائية:
- البعثة 15
- STS-117
- STS-131
- البعثة 16
- STS-120.

## جوائز
حصل على جوائز منها:
- Medal "For Merit in Space Exploration".